# Mistrzostwa Ameryki Południowej Juniorów w Lekkoatletyce 2013
40. Mistrzostwa Ameryki Południowej Juniorów w Lekkoatletyce – zawody lekkoatletyczne dla sportowców do lat 19, które odbyły się między 18 a 20 października 2013 w argentyńskim mieście Resistencia.

## Rezultaty

### Mężczyźni
| Konkurencja:                                | 1. miejsce                                                                                              | Rezultat  | 2. miejsce                                                                             | Rezultat  | 3. miejsce | Rezultat  |
| Bieg na 100 m Wiatr: +2,1 m/s.              | Luís Gabriel da Silva                                                                                   | 10,34     | Ricardo Mario de Souza                                                                 | 10,42     | Fredy Maidana                                                                                                   | 10,58     |
| Bieg na 200 m                               | Vitor dos Santos                                                                                        | 20,74     | Arturo Deliser                                                                         | 21,18     | Ricardo Mario de Souza                                                                                          | 21,55     |
| Bieg na 400 m                               | Carlos Eduardo Grachet                                                                                  | 46,68     | Alexander Ruso                                                                         | 47,40     | Sergio Germain                                                                                                  | 48,05     |
| Bieg na 800 m                               | Lucas Gabriel Rodrigues                                                                                 | 1:53,01   | Luy Mauriki de Limae                                                                   | 1:53,41   | Miguel Cifuentes                                                                                                | 1:54,90   |
| Bieg na 1500 m                              | Thiago André                                                                                            | 3:48,42   | Matheus Pessoa                                                                         | 3:57,45   | Leonel César | 3:58,71   |
| Bieg na 5000 m                              | Thiago André                                                                                            | 14:46,51  | Zendio Daza                                                                            | 15:05,95  | Yuber Echeverry                                                                                                 | 15:10,30  |
| Bieg na 10 000 m                            | Victor da Silva                                                                                         | 32:49,91  | Ronald da Silva                                                                        | 33:02,56  | Eulalio Muñoz                                                                                                   | 33:56,48  |
| Bieg na 110 m przez płotki Wiatr: +2,6 m/s. | Juan Carlos Moreno                                                                                      | 13,64     | Eduardo de Deus                                                                        | 13,84     | Diego Lyon | 13,94     |
| Bieg na 400 m przez płotki                  | Jefferson Valencia                                                                                      | 52,59     | Jucian Rafael Pereira                                                                  | 53,18     | Eduardo de Deus                                                                                                 | 53,78     |
| Bieg na 3000 m z przeszkodami               | Yuber Echeverry                                                                                         | 9:26,39   | Nelson Andrés Blanco                                                                   | 9:26,67   | Miguel Nascimento Douglas                                                                                       | 9:28,48   |
| Sztafeta 4 x 100 m                          | Brazylia · Dyonatan Félix Honorio · Vitor dos Santos · Luiz Gabriel da Silva · Ricardo Mario de Souza   | 40,32     | Argentyna · Jorge Caracassis · Emanuel Alessandrini · Wagner Esteban · Daniel Londero  | 41,65     | Peru · Zensey Onaja Adaniya · Jhonatan Grandez Jimenez · Frank Sanchez Mozanbite · Jorge Luis Rodriguez Rolando | 43,02     |
| Sztafeta 4 x 400 m                          | Brazylia · Alexander Ruso · Jucian Rafael Pereira · Kelvin Tharcis de Oliveira · Carlos Eduardo Grachet | 3:13,86   | Argentyna · Caracassis Jorge · Wagner Esteban · Marcos Carlomagnp · Jeremias Rodriguez | 3:22,72   | Urugwaj · Miguel Favilla · Sergio Bautista · Gonzalo Fumont · Ignacio Piquerez                                  | 3:25,38   |
| Chód na 10 000 m                            | Manuel Soto                                                                                             | 41:55,95  | Brian Pintado                                                                          | 42:02,20  | Marco Antonio Rodríguez                                                                                         | 42:23,45  |
| Skok wzwyż                                  | Camilo Chaverra                                                                                         | 2,18 NJR  | Fernando Ferreira                                                                      | 2,15      | Daniel Cortez                                                                                                   | 2,15      |
| Skok o tyczce                               | Daniel Francisco Zupeuc                                                                                 | 5,00      | José Rodolfo Pacho                                                                     | 4,70      | Matias Guerrero                                                                                                 | 4,20      |
| Skok w dal                                  | Lucas Marcelino dos Santos                                                                              | 7,44w     | Juan Mosquera                                                                          | 7,40w     | Pablo Pereira                                                                                                   | 7,28      |
| Trójskok                                    | Aleksandro Mello                                                                                        | 16,24w    | Mateus Daniel de Sá                                                                    | 16,14     | Angelo Jair Valverde                                                                                            | 14,71     |
| Pchnięcie kulą                              | Nelson Fernandes                                                                                        | 20,93     | Willian Venancio                                                                       | 18,39     | Andrés Arce | 17,44     |
| Rzut dyskiem                                | Mauricio Ortega                                                                                         | 62,78 NJR | Thiago Adriano Negreiros                                                               | 58,57     | Eduardo David Quintero                                                                                          | 50,86     |
| Rzut młotem                                 | Joaquín Gómez                                                                                           | 70,90     | Hevert Álvarez                                                                         | 67,09     | Humberto Mansilla                                                                                               | 66,82     |
| Rzut oszczepem                              | Santiago De La Fuente                                                                                   | 62,41     | Larson Giovanni Diaz Martinez                                                          | 62,25     | Andrés Alexander Valencia                                                                                       | 60,02     |
| Dziesięciobój                               | Hilario de Souza Brites da Kerinde                                                                      | 6711 pkt. | Lucas Da Silva Catanhede                                                               | 6361 pkt. | Abdel Larrinaga                                                                                                 | 6203 pkt. |

### Kobiety
| Konkurencja:                               | 1. miejsce                                                                       | Rezultat  | 2. miejsce                                                                       | Rezultat  | 3. miejsce                                                                                       | Rezultat  |
| Bieg na 100 m Wiatr: +2,3 m/s              | Ángela Tenorio                                                                   | 11,24     | Tamiris de Liz                                                                   | 11,55     | Noeli Anahí Martínez                                                                             | 11,72     |
| Bieg na 200 m Wiatr: +3,1 m/s              | Ángela Tenorio                                                                   | 23,35     | Celene Cevallos                                                                  | 23,79     | Tamiris de Liz                                                                                   | 23,85     |
| Bieg na 400 m                              | Celene Cevallos                                                                  | 54,52     | Janeth Largacha                                                                  | 55,30     | Sarah Morais                                                                                     | 55,98     |
| Bieg na 800 m                              | Ana Karolyne De Campos Silva                                                     | 2:13,69   | María Pía Fernández                                                              | 2:14,61   | Jennifer Méndez                                                                                  | 2:16,07   |
| Bieg na 1500 m                             | July Da Silva                                                                    | 4:28,56   | Zulema Arenas                                                                    | 4:29,05   | Katherine Tisalema                                                                               | 4:49,36   |
| Bieg na 3000 m                             | Zulema Arenas                                                                    | 9:51,05   | Jessica Paguay                                                                   | 10:05,12  | Lucy Basilio-Pérez                                                                               | 10:14,53  |
| Bieg na 5000 m                             | Jessica Paguay                                                                   | 17:30,36  | Lucy Basilio-Pérez                                                               | 17:40,06  | Dina Ramos Cevedo Zaida                                                                          | 17:44,95  |
| Bieg na 100 m przez płotki Wiatr: +2,1 m/s | Diana Bazalar                                                                    | 13,67     | Inara Cortez                                                                     | 14,02     | Gabriela Lima                                                                                    | 14,21     |
| Bieg na 400 m przez płotki                 | Tatiana Sánchez                                                                  | 62,00     | Thainara Oliveira                                                                | 62,03     | Bruna Cestrem                                                                                    | 62,48     |
| Bieg na 3000 m z przeszkodami              | Zulema Arenas                                                                    | 10:33,66  | Lucy Basilio-Pérezd                                                              | 10:53,44  | July Da Silva                                                                                    | 11:01,95  |
| Sztafeta 4 x 100 m                         | Ekwador · Kenia Quiñonez · Celene Cevallos · Inara Cortez · Ángela Tenorio       | 45,53     | Brazylia · Tatiane Pereira · Tamiris de Liz · Andressa Fidelis · Camila de Souza | 45,53     | Argentyna · Irina Rodríguez · Noelina Madarieta · Valeria Mariana Barón · Noeli Anahí Martínez   | 46,64     |
| Sztafeta 4 x 400 m                         | Brazylia · Tabata de Carvalho · Lorayna Lima · Dandadeua da Silva · Sarah Morais | 3:46,09   | Ekwador · Juliana Angúlo · Jennifer Méndez · Virginia Villalva · Celene Cevallos | 3:55,08   | Argentyna · Betiana Hernandez · Noeli Anahí Martínez · Noelina Madarieta · Valeria Mariana Barón | 3:56,30   |
| Chód na 10 000 m                           | Karla Jaramillo                                                                  | 49:05,84  | Stefany Coronado                                                                 | 49:09,92  | Sara Patricia Pulido                                                                             | 49:33,35  |
| Skok wzwyż                                 | Ana Paula de Oliveira                                                            | 1,79      | Marina Querino                                                                   | 1,77      | Anyi Paola García                                                                                | 1,68      |
| Skok o tyczce                              | Noelina Madarieta                                                                | 4,05      | Gisela Montaño                                                                   | 3,70      | Juliana Campos                                                                                   | 3,60      |
| Skok w dal                                 | Andressa Fidelis                                                                 | 6,15      | Janaina Fernandes                                                                | 5,96      | Natalie Arnada                                                                                   | 5,90w     |
| Trójskok                                   | Claudine de Jesús                                                                | 13,51w    | Gabriele dos Santos                                                              | 13,37     | Adriana Chilas                                                                                   | 12,70w    |
| Pchnięcie kulą                             | Izabela da Silva                                                                 | 15,05     | Cecilia Rodríguez                                                                | 14,14     | Rocío Aranda                                                                                     | 13,85     |
| Rzut dyskiem                               | Izabela da Silva                                                                 | 55,88     | Maia Varela                                                                      | 49,28     | Anne Caroline da Silva                                                                           | 48,98     |
| Rzut młotem                                | Paola Carolina Miranda                                                           | 53,82     | Jenny Mina                                                                       | 53,53     | Danna Restrepo                                                                                   | 51,90     |
| Rzut oszczepem                             | María Mello                                                                      | 50,27 NR  | Edivania Araujo                                                                  | 50,12     | Noelia Paredes                                                                                   | 47,61 NR  |
| Siedmiobój                                 | Fiorella Chiappe                                                                 | 5452 pkt. | Kimberly Kuprewicz                                                               | 4887 pkt. | Javiera Brahn                                                                                    | 4817 pkt. |

## Rekordy
Podczas zawodów ustanowiono 3 krajowe rekordy w kategorii seniorów:
| Zawodnik       | Reprezentacja | Konkurencja    | Rezultat |
| -------------- | ------------- | -------------- | -------- |
| Grace Conley   | Boliwia       | pchnięcie kulą | 13,56    |
| María Mello    | Urugwaj       | rzut oszczepem | 50,27    |
| Noelia Paredes | Peru          | rzut oszczepem | 47,61    |